# Emanuel Merck

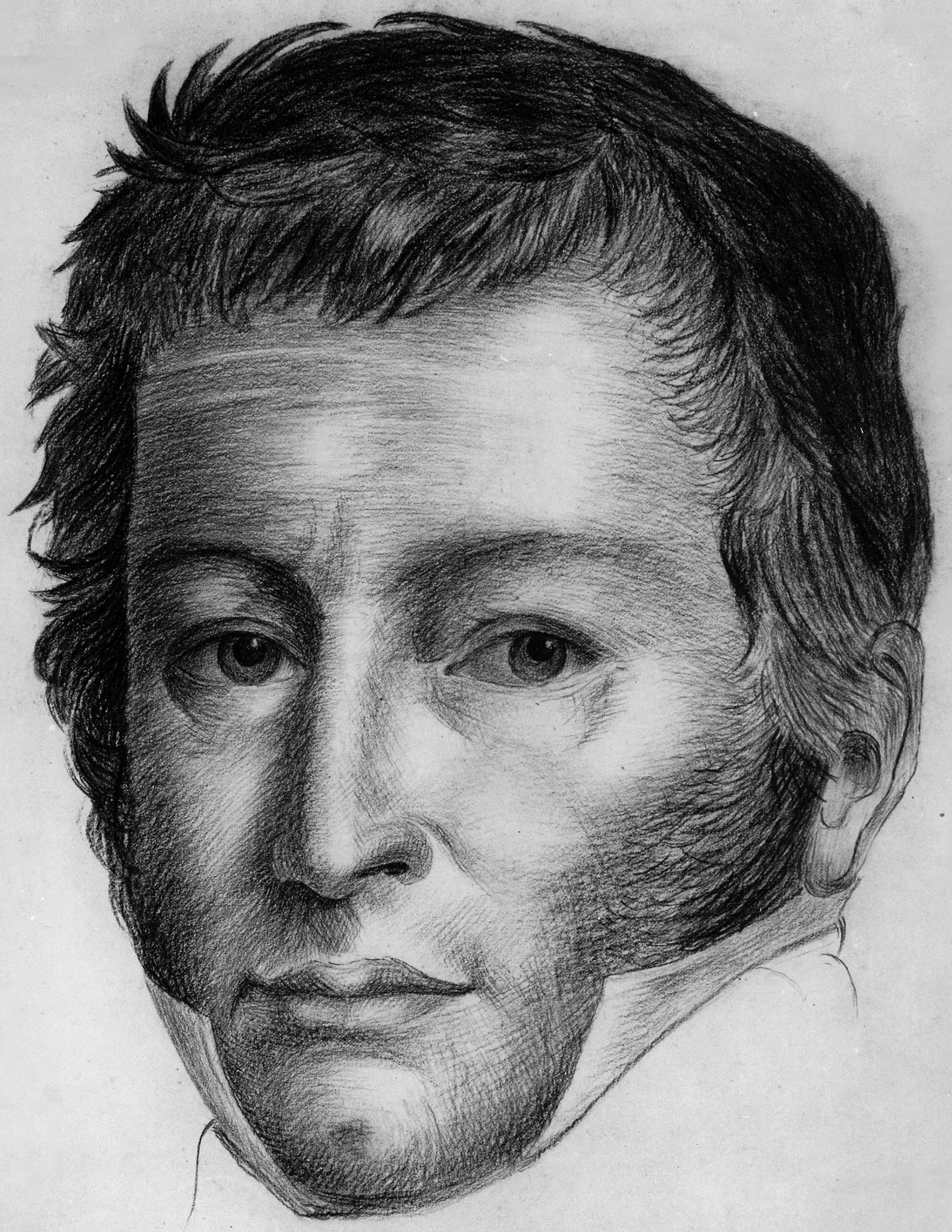
Emanuel Merck

Heinrich Emanuel Merck (* 15. September 1794 in Darmstadt; † 14. Februar 1855 ebenda) war ein deutscher Apotheker und Gründer des pharmazeutischen Unternehmens Merck in Darmstadt.

## Leben
Emanuel Merck studierte in Berlin und Wien Pharmazie und arbeitete in der Engel-Apotheke seines Vaters, die er ab 1816 weiterführte. Vorher war er unter anderem 1813 als Geselle in der Hirschapotheke von Jacob Reinbold Spielmann in Straßburg und in der Rose’schen Apotheke in Berlin, die auch einen überregionalen Ruf als Forschungsstätte für Pharmazie hatte (sie wurde früher von Martin Klaproth verwaltet). Nebenbei beschäftigte er sich mit der Chemie pflanzlicher Naturstoffe.
In seinem Labor gelangen ihm die Isolierung und Reindarstellung von Alkaloiden, einer Klasse hochwirksamer Pflanzeninhaltsstoffe, denen wegen ihrer medizinischen Wirkung die besondere Aufmerksamkeit der Wissenschaft galt. 1827 stellte Merck die damals bekannten Alkaloide her und verkaufte sie an Apothekerkollegen, Chemiker und Ärzte. 1838 bis 1841 betrieb er eine Kerzenfabrik und war ab 1828 Mitglied des Stadtgemeinderates in Darmstadt. Als Gerichtsgutachter war er unter anderem am Prozess um den Mord der Gräfin von Görlitz 1850 tätig. Er war mit Justus Liebig sehr eng befreundet.
Merck war Sohn des Apothekers Johann Anton Merck, in vierter Generation Nachfolger des kinderlosen Friedrich Jacob Merck, der im Jahr 1668 die Engel-Apotheke in Darmstadt erworben und sie seinem Neffen Georg Friedrich Merck übertragen hatte. Die Apotheke war die Keimzelle des Unternehmens Merck KGaA, das 1850 von Heinrich Emanuel Merck und seinen Söhnen als Geschäftssocietät gegründet wurde.
Seine Mutter war Adelheid Merck 1771–1845, Tochter des Johann Heinrich Merck und der Louise Charbonnier.
Heinrich Emanuel Merck heiratete am 7. Juni 1820 Charlotte Magdalene Elisabeth Hoffmann (1797–1877, Tochter des Hofrats Wilhelm Ludwig Hoffmann und der Maria Elisabeth Kick). Das Paar hinterließ drei Söhne und zwei Töchter: Carl (1823–1885), Georg (1825–1873) und Wilhelm (1833–1899), die sein Erbe antraten, Magdalena (1828–1907, ⚭ Georg von Wedekind) und Eva (⚭ Medizinprofessor Alfred Hegar). Zu diesem Zeitpunkt waren in Mercks pharmazeutisch-chemischer-Manufaktur etwa 23 bis 50 Arbeiter beschäftigt. Das Unternehmen ist bis heute zu circa 70 % im Besitz der Familie Merck.
Heinrich Emanuel Merck wurde auf dem Alten Friedhof von Darmstadt bestattet (Grabstelle: I Mauer 123/124).

## Heinrich-Emanuel-Merck-Preis
Der nach Merck benannte Award for Analytical Chemistry (Heinrich-Emanuel-Merck-Preis) wird seit 1988 verliehen und ist mit 15.000 Euro dotiert.